# Vuosmajaure
Vuosmajaure är en sjö i Gällivare kommun i Lappland och ingår i Luleälvens huvudavrinningsområde. Sjön har en area på 0,938 kvadratkilometer och ligger 448,9 meter över havet. Vuosmajaure ligger i Stubba Natura 2000-område. Sjön avvattnas av vattendraget Vuosmajåkkå.

## Delavrinningsområde
Vuosmajaure ingår i det delavrinningsområde (745354-168518) som SMHI kallar för Utloppet av Vuosmajaure. Medelhöjden är 474 meter över havet och ytan är 21,39 kvadratkilometer. Det finns inga avrinningsområden uppströms utan avrinningsområdet är högsta punkten. Vuosmajåkkå som avvattnar avrinningsområdet har biflödesordning 2, vilket innebär att vattnet flödar genom totalt 2 vattendrag innan det når havet efter 238 kilometer. Avrinningsområdet består mestadels av skog (45 procent) och sankmarker (49 procent). Avrinningsområdet har 1,21 kvadratkilometer vattenytor vilket ger det en sjöprocent på 5,7 procent.